# Actor fils de Déion
Pour les articles homonymes, voir Actor.
Dans la mythologie grecque, Actor (en grec ancien Ἄκτωρ / Aktôr) est le fils de Déion roi de Phocide et de Diomédé. Il régnait sur Oponte en Locride et épousa la nymphe Égine, qui lui donna deux fils, Ménétios le père de Patrocle, et Iros.